# 新伊万尼夫斯凯 (扎波罗热区)

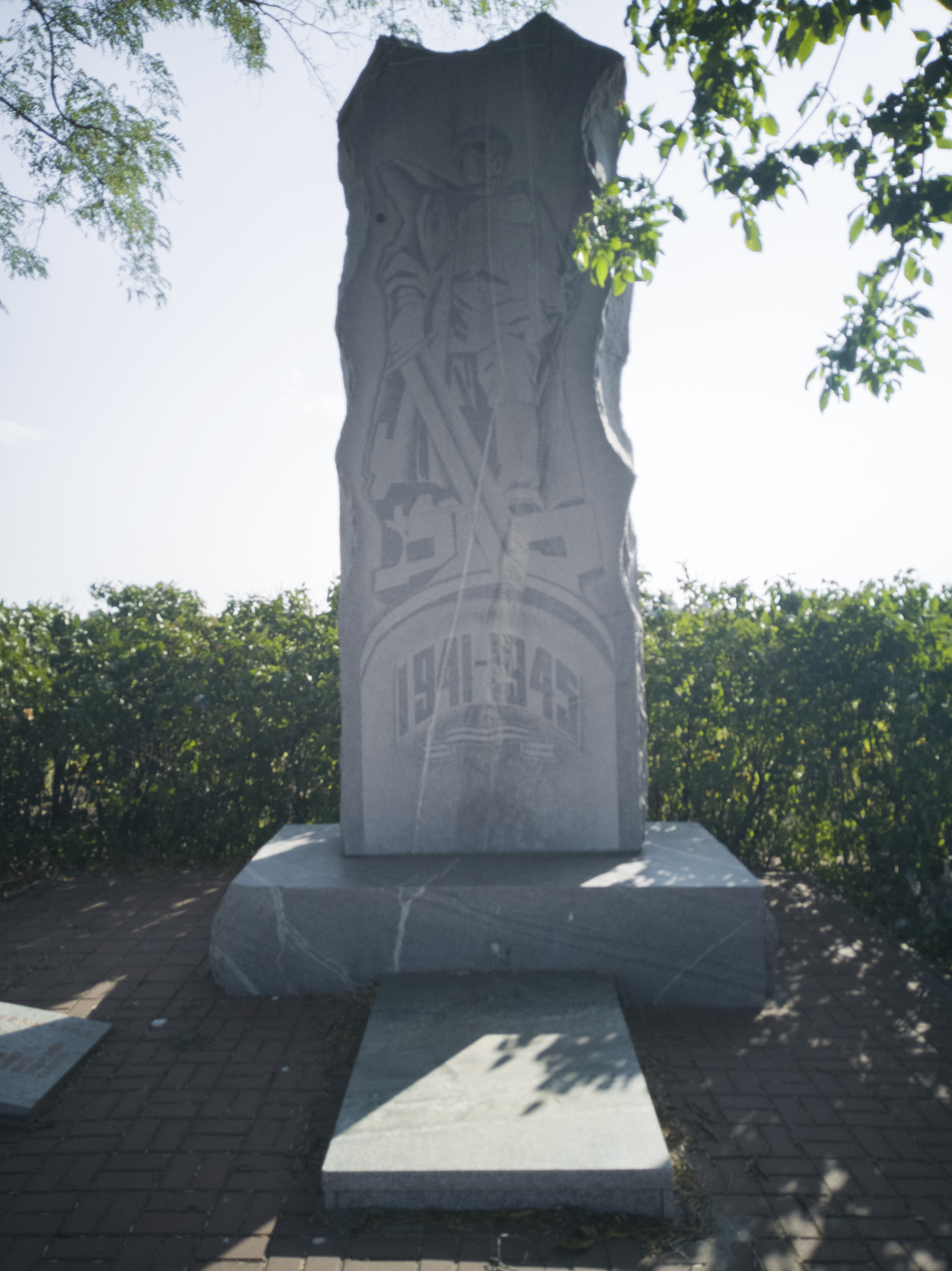
烈士墓

47°52′58″N 35°21′14″E / 47.88278°N 35.35389°E
新伊萬尼夫斯凱（烏克蘭語：Новоіванівське）是位於烏克蘭東南部的村莊，由扎波羅熱州扎波羅熱区的馬特維伊夫卡市鎮負責管轄。該村始建於1923年，面積0.21平方公里，2001年人口89，人口密度每平方公里419.8人。